# Hospital El paisa
Hospital El Paisa fue una serie de televisión mexicana transmitida por el Canal de las Estrellas de Televisa en 2004 y fue la primera serie donde Eugenio Derbez estuvo involucrado en la producción, pero no en la actuación del mismo. 

## Trama
El nombre del hospital ("El Paisa") surge a partir de que el dueño de este, Don Gastón Loera, tenía una taquería en la planta baja del edificio, pero como todos sus clientes se enfermaban decidió comprar todo el inmueble y hacerlo un hospital-taquería usando algunos elementos de dicha taquería para curar enfermos y no desaprovechar nada de lo que ya tenía. Las situaciones que ocurren regularmente en un hospital serán llevadas al extremo y al absurdo a través de la comedia. Los invitados pueden ser los pacientes, amigos y doctores que lleguen al hospital.

## Elenco
- Galilea Montijo como "Aline Mena Mora".
- Héctor Sandarti como "Dr. Claudio Nava Jasso".
- Roxana Castellanos como "Deyanira Rubí".
- Edson Zúñiga como "Don. Gastón Loera".
- Pablo Cheng como "Dr. Aniseto Fierro".
- Dalilah Polanco como "Dra. Paz Arce de Vergara"
- Bárbara Torres como "Evita Dolores Ovando".
- Homero Ferruzca como "Sr. Escamilla"
- José María Horta como "Sr. Escamilla"
- Rhual Rogers como "Dr. A. Mendieta"
- Sammy Pérez como "Dr. Sammy"
- Evelyn Nieto como "Enfermesera".
- Ana Elena Saldívar como "Manola".
- Pablo Valentín como "Enfermesero".
- Lilián Nissen como "Enfermesera".
- Claudia Bollat como "Gorda".
- Consuelo Mendiola como "Anastasia".
- Alan Ibarra como "Dr. Vasconcelos"

## Otros datos
- Directores Creativos = Pepe Sierra y Gus Rodríguez
- Equipo Creativo = Eugenio Derbez, Augusto Mendoza, Víctor Acosta, Luis Bautista "Jurgan", C.R.E.O.
- Coordinación en Posproducción = Francisco Flores
- Realización y Dirección de Cámaras = Armando Ciurana Macías
- Dirección de Escena = Gus Rodríguez
- Productor General = Elías Solorio Lara
- Productor Ejecutivo = Eugenio Derbez